# Cosmosoma plumosa
Cosmosoma plumosa là một loài bướm đêm thuộc phân họ Arctiinae, họ Erebidae.